# 프리에쿨리시

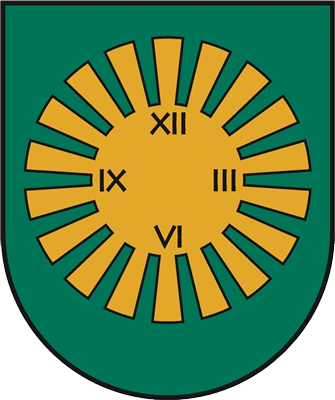
시 문장

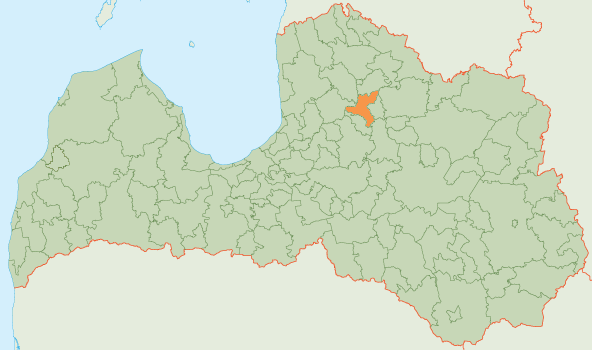
프리에쿨리 시의 위치

프리에쿨리시(라트비아어: Priekuļu novads)는 라트비아의 지방 자치체로 행정 중심지는 프리에쿨리이며 면적은 301.8km2, 인구는 9,550명(2009년 기준), 인구 밀도는 32명/km2이다. 4개 교구를 관할한다.